# Harpactea caucasia
Harpactea caucasia este o specie de păianjeni din genul Harpactea, familia Dysderidae. A fost descrisă pentru prima dată de Kulczynski, 1895. Conform Catalogue of Life specia Harpactea caucasia nu are subspecii cunoscute.